# آندرس ساموئلسن
آندرس ساموئلسن (دانمارکی: Anders Samuelsen؛ زادهٔ ۱ اوت ۱۹۶۷) سیاست‌مدار اهل دانمارک و وزیر امور خارجهٔ این کشور از ۲۸ نوامبر ۲۰۱۶ است. وی عضو حزب اتحاد لیبرال و نمایندهٔ فلکتین است.